# Новицький Олексій
Олексій Новицький (? — † після 1950) — підполковник Армії УНР.

## Біографія
Останнє звання у російській армії — поручик.
У 1919 р. служив у 1-й Північній дивізії Дієвої армії УНР. У складі Збірного Сірожупанного полку Збірної Волинської дивізії брав участь у Першому Зимовому поході (лицар Залізного Хреста). У другій половині 1920 р. — 1923 р. служив у штабі 4-ї Сірої бригади 2-ї Волинської дивізії Армії УНР.
У 20—30-х рр. жив у Костополі поблизу Рівного, працював бухгалтером.
У 1942 р. був заступником командира трьох сотень «Поліської Січі» отамана Бульби-Боровця, сформованих у Костополі. Згодом брав активну участь в організації та бойових діях Української повстанської армії.
Заарештований 19 жовтня 1950 року органами МДБ.
Подальша доля невідома.